# John Thynne (Politiker, 1555)
Sir John Thynne (* 21. September 1555; † 21. November 1604 in Longleat) war ein englischer Politiker und Adliger, der siebenmal als Abgeordneter für das House of Commons gewählt wurde.

## Herkunft
John Thynne war der älteste Sohn von Sir John Thynne und von Christian Gresham, einer Tochter von Sir Richard Gresham. Seinem Vater war es gelungen, vom Sohn eines Freibauern aus Salop zu einem der führenden Politiker von Wiltshire aufzusteigen, dazu hatte er in die damals reichste Kaufmannsfamilie von London eingeheiratet. Zu seinen Geschwistern gehörten Thomas Thynne, Charles Thynne und Catherine Thynne. Thynne machte 1573 an der Universität Oxford seinen Abschluss als Bachelor.

## Heirat und Erbe
Um 1574 plante sein Vater, ihn mit Lucy Marvyn, einer Tochter des Landadligen Sir James Marvyn aus Wiltshire zu verheiraten. Marvyn wollte seiner Tochter jedoch nur Ländereien als Mitgift geben, auf die die Familie Marvyn weiterhin unveräußerliche Erbansprüche hatte. Da die Verhandlungen ohne Erfolg blieben, verzichtete Thynnes Vater auf die Heirat. Dies führte zu langjährigen Feindseligkeiten zwischen Thynne und Marvyn, in denen auch ein Großteil der Gentry von Wiltshire verstrickt wurde. Auf Thynnes Seite standen dabei seine Schwäger Henry Knyvet und Sir Walter Long, während Marvyn von John Danvers, Sir Henry Poole und Sir Edmund Ludlow unterstützt wurde. Um 1576 heiratete Thynne schließlich die siebzehnjährige Joan Hayward, eine Tochter von Sir Rowland Hayward, einem Tuchmacher aus London, und von Joan Tillesworth. Selbst ihr Vater betrachtete Joan nicht als attraktiv, doch ihr Vater war 1570 und 1591 Lord Mayor of London, dazu wurde sie über ihre Mutter Miterbin ihres Großvaters, des Goldschmieds William Tillesworth. Ihr Vater hatte für seine Tochter 1573 mehrere Güter in Shropshire erworben, darunter Church Stretton und Caus Castle, die Joan als Mitgift mit in die Ehe brachte. John Thynne wurde dadurch Gutsherr, wo sein Großvater ein kleiner Freibauer gewesen waren. Über den Besitz von Caus Castle gab es jedoch Streit mit dem Vorbesitzer Lord Edward Stafford, da dieser das Anwesen nicht räumen wollte. Der Streit wurde im März 1579 vor dem Privy Council verhandelt, jedoch erst 1591 gelöst, als Thynne Stafford mit Hilfe des Sheriffs von Shropshire gewaltsam aus Caus Castle vertrieb. In den folgenden Jahren strengte Stafford erfolglos weitere Prozesse an, um Caus Castle zurückzugewinnen.
Nach dem Tod seines Vaters im Mai 1580 erbte Thynne umfangreiche Ländereien in Wiltshire, Somerset und Gloucestershire sowie das Herrenhaus Longleat, das er vollenden ließ. Seine Stiefmutter Dorothy Wroughton, die Witwe seines Vaters, heiratete in zweiter Ehe Sir Carew Raleigh. Thynne bezog Longleat, dessen Weiterbau und Vollendung er aber wesentlich nachlässiger als sein Vater betrieb. Das von seinem Vater gewünschte Grab führte er nicht aus. Während seiner häufigen Abwesenheiten in London oder am Königshof verwaltete seine Frau Joan tatkräftig die Besitzungen.

## Politische Laufbahn
Zu Lebzeiten seines Vaters trat Thynne politisch nicht in Erscheinung. Noch im Juli 1580 lehnte er trotz seiner Stellung auch das militärische Kommando über eine 200 Mann starke Truppe, die in Irland zur Niederschlagung der Desmond-Rebellion eingesetzt werden sollte, mit der Begründung ab, den Nachlass seines Vaters regeln zu müssen. Ab 1583 bis zu seinem Tod war er Friedensrichter für Wiltshire und Somerset, dazu zeitweise auch für Gloucestershire, Hampshire und Shropshire. Von 1593 bis 1594 diente er als Sheriff von Wiltshire.
Nach dem Tod seines Vaters war Thynne Abgeordneter in jedem Parlament, erstmals 1584 für Heytesbury, dem nächstgelegenen Borough von Longleat. Auch bei den Wahlen von 1586, 1593, 1597 und 1601 wurde er für Heytesbury gewählt. 1589 gelang es ihm, für Wiltshire gewählt zu werden. 1592 kandidierte, vermutlich auf sein Betreiben, sein jüngerer Bruder Thomas 1592 für Heytesbury, während Thynne sich als Lord von Caus Castle um das Mandat von Shrewsbury bewarb. Dies scheiterte jedoch, weshalb bei der Wahl von 1593 sowohl er wie auch Thomas für Heytesbury gewählt wurden. Trotz seiner Tätigkeit als Abgeordneter und trotz seines bedeutenden Grundbesitzes in Wiltshire hatte Thynne bei weitem nicht die Stellung, die sein Vater besessen hatte. Der Grund hierfür war vor allem der fortwährende Streit mit Sir James Marvyn, der 1589 über finanzielle Fragen erneut aufflammte. Zwischen den Dienern und Anhängern der beiden Parteien kam es zu gewalttätigen Auseinandersetzungen, wofür Thynne sich im November 1589 vor dem Staatsrat verantworten musste. Auch allgemein galt Thynne, selbst bei seinen Freunden, als jähzornig. Er wurde mehrfach in Prozesse verwickelt und einmal vom Privy Council verurteilt, weil er eine arme Witwe von ihrer Farm vertrieben und inhaftiert hatte, nachdem sie ihre Pacht nicht zahlen konnte. In den Parlamenten, an denen er nur unregelmäßig teilnahm, war er nicht in wichtigen Ausschüssen vertreten. 1587 verlor er für mehrere Jahre seine Ämter als Friedensrichter von Gloucestershire und Hampshire. 1597 beschwerte sich William Stanley, 6. Earl of Derby, über sein Benehmen, und Anfang 1599 wurde sein Angebot, den Gesandten Sir Robert Cecil nach Frankreich zu begleiten, abgelehnt. Obwohl er über seine Schwester Catherine, die Kammerfrau war, und über seinen Schwager Sir Thomas Knywett, gute Kontakte zum Königshof hatte, wurde er unter Königin Elisabeth I. nicht zum Ritter geschlagen. Politisch war er an Edward Seymour, 1. Earl of Hertford gebunden, dem Sohn des Gönners seines Vaters. Hertford dankte dies Thynne jedoch nicht, dazu lehnte ihn Henry Herbert, 2. Earl of Pembroke, der Gegenspieler Hertfords in Wiltshire, ab. Als Pembroke 1601 starb und Hertford nun größeren Einfluss auf die Kandidatur für die Abgeordneten der Grafschaft Wiltshire hatte, berücksichtigte er Thynne nicht, sondern bat ihn, bei der Wahl 1601 seinen Kandidaten Edmund Carey zu unterstützen.
1595 kam es zu einem erbitterten Streit zwischen Thynne und seinem ältesten Sohn Thomas, nachdem Thynne erfahren hatte, dass sein Sohn 1594 heimlich Mary Tuchet, eine Enkelin von seinem alten Gegner James Marvyn geheiratet hatte. Die Fehde zwischen Marvyn und Thynne hatte sich durch die Ermordung von Thynnes Verwandten Henry Long durch Anhänger Marvyns verschärft, und zudem hatte der Vater der Braut ihr keine Mitgift vermacht. Erst mehrere Jahre später, als Marvyn Versöhnungsbereitschaft zeigte, akzeptierte Thynne trotz der fortgesetzten Ablehnung seiner Frau die Heirat. Auch die Abneigung gegen Edmund Ludlow, den sein Vater versucht hatte zu verklagen, legte er ab, und im Juli 1604 war der frühere Rivale sein Gast in Longleat. Dank dieser verbesserten Beziehungen wurde er schließlich von König Jakob I. am 11. Mai 1603 als Esquire of the Body zum Ritter geschlagen. Durch die Unterstützung seines Stiefvaters Sir Carew Raleigh, durch Sir James Ley und durch den Anwalt Lawrence Hyde wurde er 1604 wieder zum Abgeordneten für Wiltshire gewählt. Er hielt sich in diesem Jahr häufig in London auf, war in mehreren Ausschüssen, teils aus eigenen Interessen als Landbesitzer, tätig.
Spätestens in seinen späteren Jahren sympathisierte Thynne mit den Puritanern. Bereits sein Vater hatte 1566 für die aus Schottland stammenden Maurer auf der Baustelle von Longleat eine presbyterianische Kapelle errichten lassen. Thynne waren die Werke des Predigers Edward Dering bekannt, und in seinem späteren Leben kannte er auch den Puritaner Henry Sherfield. Als Abgeordneter war Thynne 1604 auch in zahlreichen Ausschüssen für kirchliche Angelegenheiten, vermutlich wegen seiner Sympathie für die Puritaner, tätig.

## Nachkommen und Erbe
Mit seiner Frau hatte Thynne zwei Söhne und zwei Töchter: 
- Thomas Thynne
- John Thynne
- Dorothy Thynne ⚭ Charles Roscorrock aus Roscorrock, Cornwall
- Christian Thynne ⚭ Francis Leigh aus Addington, Surrey

Bei seinem plötzlichen Tod hatte er kein Testament hinterlassen, so dass es zwischen seinen Kindern zu einem erbitterten Erbstreit kam. Sein ältester Sohn Thomas übernahm schließlich Longleat und die Güter in Südwestengland, während sein zweiter Sohn nach Church Stretton zog und schließlich die Güter seiner Mutter übernahm.